# Paola Bologna
Paola Maria Andreina Bologna, in Malfatti di Monte Tretto (Torino, 20 agosto 1898 – Torino, 13 gennaio 1960), è stata una tennista italiana.

## Biografia
Nata a Torino nel 1898, di titolo nobiliare baronessa, a 26 anni partecipò ai Giochi olimpici di Parigi 1924, nel singolare, dove uscì al secondo turno, eliminata dalla francese Germaine Golding, vittoriosa per 6-0 6-3. Non prese parte invece al doppio, nel quale avrebbe dovuto gareggiare insieme a Maria Forlanini nel secondo turno con la coppia francese Golding-Vaussard.
Famosa anche per essere stata una talentuosa artista.
Morì nel 1960, a 61 anni.